# Arrangement en gris et noir n° 2
Pour les articles homonymes, voir Arrangement (homonymie).
Ne doit pas être confondu avec Arrangement en gris et noir n° 1.
Arrangement en gris et noir no 2 est un tableau réalisé par le peintre américain James Abbott McNeill Whistler en 1872-1873. Cette huile sur toile est le portrait de Thomas Carlyle assis de profil. Elle est conservée au Kelvingrove Art Gallery and Museum, à Glasgow.

## Postérité
Le tableau fait partie des « 105 œuvres décisives de la peinture occidentale » constituant le musée imaginaire de Michel Butor.